# Автомобилна промишленост
Автомобилната промишленост (също автомобилостроене) е подотрасъл на машиностроенето, обхващащ проектирането и разработването, производството и продажбите на автомобили. Възниква през 80-те години на 19 век с появата на първите автомобили и в наши дни е сред основните сектори на икономиката. Броят на произведените през 2010 година леки и товарни автомобили е около 77,9 милиона, като най-голям брой се произвеждат в Китай, САЩ и Япония. Компаниите, произвеждащи най-голям брой автомобили са Toyota, General Motors и Volkswagen.
Автомобилната промишленост е един от 34-те подотрасъла на преработващата промишленост в Статистическата класификация на икономическите дейности за Европейската общност, която използва наименованието производство на автомобили, ремаркета и полуремаркета.
В зависимост от типа на произведените превозни средства, необходимия брой производствени единици и местоположението на завода, производството има различна степен на автоматизация. Някои превозни средства, произвеждани в малки количества, се правят изцяло ръчно. Дори и в държавите с ниско заплащане на труда, големи обеми от работа се извършват ръчно. Характерен за автомобилостроенето обаче е високият дял на автоматизация. Така например употребата на промишлени роботи в автомобилната индустрия е най-висока в Япония и Германия, като на всеки 10 000 работници вече съответстват повече от 1000 робота.
Обикновено автомобилите се произвеждат на производствени линии. По този начин недовършеното превозно средство преминава през множество станции, където автоматично или посредством работник се изпълняват някои работни стъпки, които постепенно завършват автомобила (поточна производствена линия). Автомобилните производители се опитват да създават автомобили по възможност само по поръчка на клиента Build-to-Order и се стремят към принципа на поръчковото масово производство. Eто защо, производственият процес е организиран така, че много модели превозни средства да се произвеждат непрекъснато в едно производствено съоръжение или на една монтажна линия. В случай, че това е трудно или невъзможно, определени дейности не се завършват на крайната монтажна лента, а са преместени при предварителния монтаж, при доставчици или в логистични центрове.

## Производствена система
Автомобилните производители фабрикуват автомобилите, агрегатите и частите в множество производствени предприятия, които заедно формират международно производствено обединение. За да се гарантира качеството на превозните средства в световен мащаб и да се постигне едно ефективно и рентабилно производство, повечето производители на автомобили имат описани измежду принципите на своята производствена организация, в производствена система, процесите на произвеждане, както и техните способи и методи. Поради успеха на Toyota, които първи разработват и въвеждат подобна система (Toyota-Produktionssystem – TPS), повечето автомобилни производители се ориентират малко или много по нея. В Германия първи Adam Opel AG, като дъщерна фирма на General Motors, въвеждат своя собствена манифактурна система. Те са последвани към края на хилядолетието от Mercedes, Porsche и MAN, а след това и от AUDI и VolksWagen. Дори големи доставчици в автомобилния сектор, като Fa., Bosch и Fa. Hella, въвеждат междувременно свои производствени системи, които принципно не се различават помежду си.

## Разработка на превозните средства
Преди производството на нов модел превозно средство се извършва неговото проектиране, при което протичат определени планови и развитийни етапи (описани по-долу). Различните фази и стъпки в процеса на разработка на продукта се провеждат частично паралелно, за да се съкрати проекционното време – Simultaneous Engineering. Не всички задачи и дейности по развитието се извършват самостоятелно от автомобилния производител. По-скоро определени дейности се поемат от специални фирми разработчици на междинно производство.

### Стратегическо планиране
Най-напред въз основа на пазарни анализи се установява какъв тип превозно средство всъщност трябва да се изработи, колко бройки са желани и какви общи характеристики трябва да притежава продуктът. Също така евентуалната цена на автомобила се пресмята по време на тази фаза и това повлиява върху следващата стъпка на разработката. Това включва по-конкретно определянето, чрез кои производствени способи и спрямо кои производствени принципи и стандарти да бъдат изработени превозното средство, агрегатите и компонентите му и на кои заводски обекти да се извърши това производство. Стратегическото планиране включва и установяването на производствена дълбочина (вертикална интеграция).

### Дизайнерски етап, (пред)развитие
Дизайнът на превозното средство се извлича от насоките на стратегическото планиране. Тук в общи линии се определя по-нататъшният външен вид на превозното средство (Cubingmodell). Дори в този етап може да се прецени колко добре ще се продава автомобилът. Въз основа на това становище, интерпретацията и параметрите на производствените съоръжения и процеси трябва да се проверят и ако е необходимо, да се нанесе корекция.

### Конструиране
В този етап се констатира цялостното техническо проектиране на автомобила. Тук се конструират всички части на превозното средство и се определя как те ще се сглобят, за да се получи автомобил, отговарящ на дизайнерските насоки. Следните факти от конструирането трябва да се вземат под внимание:
- Законови изисквания

За различни пазари като САЩ, Европа и ОчоС (Останалата Част от Света) трябва да се съблюдават различни законови изисквания, за да може да се продава превозното средство в съответното място. Тези разпоредби се отнасят предимно за пътниците (свободно място за главата, ъгъл на виждане и т.н.) и околната среда (шумови емисии, миризми, отработени газове, рециклиране).
- Разходи

Дизайнът на отделните части и на цялостната конструкция повлияват съществено бъдещите производствени разходи за автомобила.
- Характеристики на крайния продукт

Готовото превозно средство трябва да придобие определени качества (безопасност при катастрофа, комфорт и т.н.). Следователно неговият краен дизайн трябва да е осъществен. Често като контролна проверка се използва симулацията. Все повече се взима под внимание местоположението на автомобила спрямо конкурентните му превозни средства по отношение на размери (дължина, височина, ширина, свободно място за главата, товарни обеми). Затова се анализират масата и размерите на конкурента в предразвитийния стадий и продуктовата разработка се залага съответстващо.
- Качество

По-нататъшното качество на автомобила е вследствие на неговото конструиране. По-високото качество обуслява обикновено и по-високи разходи. Тук трябва да се постигне консенсус, съответстващ на ограниченията, зададени в стратегическото планиране.
- Технологичност

Конструирането трябва да се извърши не само така, че автомобилът да придобие желаните характеристики, но и индивидуалните компоненти също да може да се произвеждат (по възможност евтино), сглобяват и да позволяват евентуална апаратурна подмяна през продуктовия живот. Също така при произвеждането (например при деформиране на ламаринени компоненти) и цялостното изграждане (монтажното планиране) идва в употреба симулацията.
Действителното конструиране на превозното средство и принадлежащите му инструменти протича в много кръгови етапи при големи автомобилостроители, използващи CA-Технологии (CA от „computer aided“, значещо „компютърно подпомагани“). Обикновено първо се изготвя виртуален прототип на автомобила, това означава, че цялото превозно средство е конструирано и представено на компютър като виртуален модел. След това следват в повечето случаи много кръгови етапи, при които за определени срокове се конструират управляеми прототипи. Превозното средство трябва да премине през различни проверки в лаборатории, на тестовите площадки на автомобилния производител, на наети скоростни отсечки и частично в обществеността като дегизиран прототип. Също така в този етап се тества и цялостната сглобка на отделните автомобилни компоненти. Резултатите от всички тези опити се синтезират при конструирането в следващия кръгов етап. Едновременно с подобрението и оптимизирането на автомобилните части се извършва и производството на спомагателните им инструменти.

### Планиране на завода и производство
Едновременно с конструирането на автомобила трябва да се планират и проектират производствените сгради и съоръжения. Тук става въпрос за планирането на всички съществени производствени отдели, при които (новото) превозното средство да бъде конструирано рентабилно по отношение на разходите и да е с доказано качество. Често производството на автомобила трябва да се интегрира във вече съществуващи фабрики, по този начин се използва (изцяло или частично) вече наличното заводско оборудване. В този случай се взима под внимание фактът, че съществуващото производство трябва да остане напълно функционално по време на извършването на реконструкционните мерки.

### Тестове и предсерийно производство
След завършването на продуктовото планиране и преди реалния старт на производството, производствените процеси, уредби и машини трябва да бъдат тествани и разработени. Освен това първите създадени превозни средства са предсерийно производство, за да се подсигури качеството на продуктите. Чак след това се започва със серийното производство на автомобила. В този контекст вече се говори за започване на произвеждането.

## Производствени структури и стъпки
Нормално е при завършването на автомобила да се премине към следващите описани производствени етапи. В модерните заводи е ясно още от началото за кои крайни клиенти се произвежда всяко превозно средство. По време на производството компонентите се сглобяват така, както е поръчал определен клиент. Поради вариантното разнообразие в автомобилостроителството, съществуват разработени специални методи и способи на производственото планиране и управление, които са особено подходящи за разширеното поточно производство. Производствената структура в автомобилостроенето може да се представи като затворено алгебрично разстояние. Един след друг следващите се производствени отдели изграждат последователна материална поточна отсечка, при която отделните разстояния (интервали) във всеки случай недвусмислено се разграничават един от друг чрез регистрационни преброителни пунктове (логистика). На базата на тази структура може целият производствен ход да бъде планиран и управляван чрез съответстващи регулаторни схеми. Производственият прогрес на превозното средство може да се следи на регистрационните пунктове, при отклонение има възможност за нанасяне на подходящи контролни поправки. Намиращият се в производство автомобил се транспортира между отделните производствените отдели и станции посредством конвейерни технологии. Типичното автомобилостроене се разпростира върху повече халета, частично също така и върху повече етажи. На приземния етаж се помещават повечето от отделите за доставка и тези за компонентно производство. Поради тежките машини и динамичните натоварвания
заводът за пресоване и леярната обикновено са разположени приземно. На главната производствена линия (крайната монтажна линия) превозното средство се приближава към своята крайна сглобка все повече и повече. Крайната монтажна линия се снабдява с модули и строителни комплекти или от етажите с части, лежащи едни по друг, или от предмонтажаните отдели, които поточно и чрез управляема техника са свързани с нея. Транспортът на превозното средство между каросерийното конструктово съоръжение, складът за каросерии и
най-ранната монтажна линия, се извършва често върху високолежаща конвейерна равнина на която превозното средство се прехвърля между отделно лежащите производствени сектори чрез верижни и закачващи конвейери.

### Леярски цех
Тук посредством способа на леенето се произвеждат части, които трябва да бъдат вградени в автомобила (напр. моторен блок). Специалните моторни блокове се произвеждат в самостоятелни съоръжения или в други фабрики; много автомобилостроители не отливат изцяло самостоятелно, а купуват (напр. отливките за турбокомпресорите) и от междинни производители.

### Цех за пресоване
В пресовъчния цех се произвеждат ламаринените части, от които по-късно се съединява каросерията. Ламарината се доставя под формата на големи ролки (от английски „coils“). Те след това се разрязват на подходящи парчета, които в големи преси се преработват до получаването на желаната форма.

### Общо изграждане, конструиране на каросерията
В този отдел ламаринените части от пресовъчния завод се сглобяват в груб вариант на каросерия. Ламаринените парчета често се свързват чрез точково заваряване, но също така и чрез ивично заваряване или студено пресоване. Все по-често се прилагат и други начини като занитване (при алуминиеви и стоманени свръзки) и залепяне (за поддръжка на точковите заваръчни шевове, но също така и като единствена свръзка). Типично е при общото изграждане да се използват големи количества индустриални роботи.
Каросерийното производство може да се раздели в следните седем подгрупи:
- Производство на шаси и двигателно отделение;
- Производство на странични части;
- Покривна автоматизация;
- Производство на врати;
- Подпорна линия;
- Монтажна лента;
- Крайна лента.

Периферно работят и няколко допълнителни отдела:
- Входна инспекция;
- Инспекция на мостри;
- Качествен контрол;
- Търговия с материали и логистика.

Следните областни департаменти подпомагат производствените работници при технически смущения или при проблеми при изпитване качеството на продукта:
- Централни сервизи, за електротехника и за механика;
- Работилница за роботи;
- Сервиз за пневматика;
- Кадрови заварчици;
- Електроника и мрежи;
- Сервиз за мотокари.

### Цех за боядисване
Тук каросерията най-напред се защитава против корозия. За тази цел тя често преминава през една или повече вани. В зависимост от метода, има един или два защитни слоя, които се нанасят по време на процеса на лакиране. Каросерията преминава и през катодно ваново лакиране (КВЛ), предпазващо я от корозия и подготвящо я за последващия декоративен лак. След това се прилага така нареченият „пълнител“ (Füller), който позволява равномерното нанасяне на крайния лак. Впоследствие се полага самият краен лак, даващ на превозното средство желания цвят. Той се запечатва и с проясняваща паста.

### Изграждане на шаси
Към шасито спадат всички части и конструкционни групи като оси, задвижващи оси и кардан, амортисьори, койловри, спирачки и т.н. Тези компоненти на автомобила са съставени предимно от метал и се обработват най-вече механично (струговане, фрезоване, шлифоване). Много от съставните части на шасито се закупуват от междинни производители, специализирали се в производството им.

### Интериор
Към отдела за вътрешно оборудване се причисляват всички части и конструкционни групи, които се вграждат във вътрешната област на превозното средство, като странични уплътнения и уплътнения за вратите, вътрешни огледала, таванско уплътнение, багажни помещения и отделения. Към тази група принадлежат и многобройните работни и декоративни елементи като електрически ключове, декоративни подложки и т.н.

### Конструиране на двигател
По време на конструирането на двигателя се произвеждат различните му разновидности за автомобила. Съществени съставни части на двигателя с вътрешно горене са моторният блок, цилиндровите глави, буталата, мотовилките, коляновият вал и разпределителният вал. Те се свързват към моторния корпус и след това стъпка по стъпка се завършват в окомплектован двигател. Накрая следва техническа проверка и деблокиране.

### Монтаж на превозното средство
В този отдел се допълват всички липсващи части към лакираната каросерия. Заради това обикновено вратите и задният капак се демонтират и паралелно с автомобилния монтаж в отделни монтажни отдели се завършват и оборудват. Още в началото ел. кабелни ремъци се полагат в снопове (кабелни дървета), защото това впоследствие, след вграждането на частите и уплътненията, не е възможно. След това следва монтажът на интериора (подова настилка, вътрешно уплътнение, таванско уплътнение, шофьорско място, седалки и др.) и други части (чистачки, фарове, гуми, теглич). Комбинацията между автомобилното тяло и мотора или една цялостна задвижваща система в автомобилната индустрия се нарича „сватба“. След това се вграждат демонтираните врати и клапи в стоящия на гумите си готов автомобил и се наливат определени суровини в него (гориво, масла). Като за завършек се провежда проверка на ел. функциите и различните инсталации на автомобила. В днешно време към тях принадлежат и флаш контролните устройства, които получават големи количества информация относно превозното средство, необходима за добрата му функционалност. Тази информация е например относно сглобката на централната система за затваряне и дава сведения за това, дали превозното средство е с две или четири врати; дали задният капак притежава автоматичен затварящ механизъм; също така и за отключващите вариации на добавените към автомобила оборудвания; относно особени системи за обмен на данни, пригодени за таксита или полицейски коли, както и за ключа на превозното средство, служещ като идентификатор.
В днешно време, при нормални условия, автомобилостроителят пресмята, че времетраенето на цялостното монтиране на една автомобилна сглобка на превозно средство от калибъра на Golf се равнява на около 15 до 20 часа, в зависимост от сложността на конструкционните комплекти. Рекордьорът тук е малкият автомобил Smart, който се сглобява напълно за приблизително четири часа. Това се обяснява с големия брой готово произведени и сглобени модули, които междинните производители доставят на монтажните линии и автомобилостроителите трябва просто да поставят и съединят.

### Завършек и контрол на качеството
Чак след пълния монтаж може да се гарантира функционалността на превозното средство, което става чрез много настройки и проверки дали колата е произведена безпроблемно и дали отговаря на всички изисквания. Заради повишаващата се съвременна употреба на контролни устройства (от английски ECM-”electronic controlled modules” или „електронно контролирани модули“) в превозните средства, са необходими обширни електронни функционални тестове. Те се провеждат на тестови площадки или по време на пробни пътувания, като се проверява функционирането на индивидуалните и общите действия на контролните устройства и асоциираните им компоненти. За тестването има нужда от специален специфично оборудван тестов софтуер, изискващ частичната употреба на различни информационни регистри и автомобилни диагностични системи. Финално се извършват реални тестове със симулация на определени пътни профили (черни пътища и др.) и атмосферни условия (дъжд и др.). След проверка и настройване при някои превозни средства се извършва още един продуктов одит качествения контрол, за който асоциацията на автомобилната промишленост е съставила съответни препоръки в рамките на мениджмънта по качеството.

### Изграждане на специални автомобили
При изграждането на специални автомобили се предприемат подобрения, които при серийното производство не може (рентабилно) да се извършат. Става въпрос за нестандартно оборудване (интериорно обзавеждане) за фирми или специални работни групи (таксита, линейки) или за самостоятелни изработки за клиенти с особени желания. Поради тази причина, немските производители са основали дъщерни фирми, които се грижат за индивидуализирането на превозното средство за специалните клиентски групи (примери: Mercedes-AMG, quattro GmbH, VW R GmbH).

### Транспорт
При успешно извършена проверка превозното средство се транспортира при търговеца, който го поверява на клиента. Някои производители предават готовия автомобил директно на купувача.

## Производствен контрол
Контролът на автомобилното производство се извършва на три нива:
1. Реализационно равнище, при което се управляват отделните уредби и машини и реалната работна информация се регистрира. Тук голяма роля играят предимно програмируемите логически контролери.
2. Контролното равнище, което е отговорно за натоварването и координирането на отделните съоръжения и производствени части на реализационното равнище. Тук всяко единично превозно средство се ръководи, като по време на неговото преминаване през производствените уредби бива наблюдавано и по този начин се отчитат производствените му резултати. На това равнище например се контролира процесът на обратното откриване на превозното средство от страна на неговите демонтирани врати. Тази част от производствения надзор има достъп до производствените линии, определени за складовете, логистичния център и също така притежава директна опция за доставка, отговаряща на навременно производство (Just-in-Time Produktion). На това равнище се помещават цялостната изпълнителна система и заводското ръководство.
3. Програмно равнище, отговорно за подготовката на производствената програма и възлагането на задачи на различните производствени отдели от второто равнище. В продуктовата програма са въведени отделните автомобилни поръчки на клиентите и търговците с детайлна информация за оборудването на превозното средство и срок за изпълнение. Тази информация се предава на производствените отдели и като обратната връзка се взима регулирано под внимание в следващия програмен пробег. Това ниво е интегрирано в ПКПС (Планова и Контролна Производствена Система) и има достъп до софтуерните системи на другите отдели на предприятието като финанси, доставки и пласмент.